# Widawa (województwo łódzkie)
Widawa – wieś w Polsce położona w województwie łódzkim, w powiecie łaskim, w gminie Widawa. Siedziba gminy Widawa. Leży w Kotlinie Szczercowskiej, nad rzeką Niecieczą.
Dawniej miasto – uzyskała prawa miejskie w 1388 roku, zdegradowana w 1870 roku.
Prywatne miasto szlacheckie położone było w drugiej połowie XVI wieku w powiecie sieradzkim województwa sieradzkiego.
W latach 1975–1998 miejscowość administracyjnie należała do województwa sieradzkiego.
| SIMC    | Nazwa    | Rodzaj             |
| ------- | -------- | ------------------ |
| 0717695 | Kuziówek | część miejscowości |

Miejscowość o charakterze miasteczka.
Zabytkowy, historyczny układ urbanistyczny Widawy zachował cechy typowo miejskie (rynek jako centralna część miejscowości).
Jest lokalnym ośrodkiem usługowym (znajdują się tu m.in. sklepy: spożywcze, spożywczo-przemysłowe, odzieżowe, obuwnicze, budowlane, metalowe, z zaopatrzeniem dla rolnictwa, motoryzacyjne, hydrauliczne; także apteki, lokale gastronomiczne, sala bankietowa, zakłady fryzjerskie, zakład fotograficzny, stacje paliw, myjnia samochodowa, okręgowa stacja kontroli pojazdów, składy opału i materiałów budowlanych, usługi ubezpieczeniowe, bank, usługi dentystyczne, usługi weterynaryjne itd.) z drobnym przemysłem (przede wszystkim przemysł lekki: odzieżowy, spożywczy – mięsny, piekarniczy, cukierniczy, także produkcja bram i ogrodzeń).
Leży przy drogach wojewódzkich nr 481 relacji Łask – Wieluń (stanowiącej część trasy łączącej Łódź z Wieluniem) oraz nr 480 łączącej Sieradz z drogą krajową nr 74 w Szczercowie.

## Historia
Miejscowość istniała zapewne w XII wieku, ale pierwsza wzmianka o niej pochodzi z 1370 roku i dotyczy podkomorzego sieradzkiego Jakuba z Widawy. W XIII wieku była tu komora celna, przebiegał tędy średniowieczny szlak handlowy z Piotrkowa Tryb. do Sieradza. Krzyżowanie się ważnych traktów wpłynęło na rozwój Widawy, która otrzymała prawa miejskie w 1388 r. od króla Władysława Jagiełły. Do połowy XV wieku Widawa osiągnęła znaczny stopień rozwoju gospodarczego i przestrzennego.
W 1417 roku arcybiskup gnieźnieński Mikołaj herbu Trąba erygował miejscową parafię.
W 1460 roku Widawa posiadała 2 młyny, jatki i łaźnię, a w 1504 roku znajdowało się tu m.in. 13 jatek rzeźniczych, postrzygalnia, około 75 placów zabudowanych i 9 pustych.
Od połowy XV wieku rozpoczął się rozwój kuśnierstwa i sukiennictwa. W XVI wieku powstały w mieście wielkie magazyny przeznaczone do gromadzenia towarów (m.in. zboża), sprzedawanych kupcom gdańskim. W połowie XVI wieku podatek od rzemiosła płaciło 76 mieszczan. Widawa była prywatnym miastem początkowo Widawskich h. Abdank (Habdank), a od około 1500 r. Wężyków. Miasto należało wtedy do najznamienitszych w województwie sieradzkim. Widawa była miastem rzemieślniczo-handlowym słynącym z targów, które przetrwały do dzisiaj. Posiadała kilka Cechów.
W Widawie funkcjonowała szkoła parafialna, która dzięki wysokiemu poziomowi kształcenia została w 1545 r. kolonią akademicką Akademii Krakowskiej. Akademia Widawska, jak inne kolonie Akademii Krakowskiej, kształciła swych studentów według zaakceptowanego przez Alma Mater programu nauczania i stosowała zalecone przez nią podręczniki. W szkole wykładali nauczyciele przysłani z Krakowa, tudzież tacy, którzy zostali przez macierzystą uczelnię zaakceptowani. W Widawie uczono m.in. filozofii, retoryki, matematyki, geometrii i astronomii. Jej gmach znajdował się obok kościoła św. Marcina, który się nie zachował. Początkowo niezła kondycja szkoły finansowanej z darowizny właściciela ziemskiego Macieja Wężyka Widawskiego (na jej utrzymanie przeznaczono 8% dochodów z części jego posiadłości) osłabła z czasem, kiedy dobra te przeszły w ręce innych właścicieli i coraz trudniej było wyegzekwować należną Akademii rentę. Reforma szkolnictwa przeprowadzona przez Komisję Edukacji Narodowej zdegradowała Akademię Widawską do poziomu szkoły parafialnej, nie uwzględniając jej wysokiego poziomu nauczania. Ostateczny kres uczelni przypieczętował pożar miasta w 1802 r. Spłonęły wówczas gmach szkoły i jej księgozbiór. Ciało ostatniego rektora Akademii Widawskiej – doktora filozofii Michała Płaczkowskiego, spoczywa na miejscowym cmentarzu.
W 1656 roku w pobliżu Widawy odbyła się bitwa ze Szwedami, w której po stronie polskiej dowodził król Jan Kazimierz, miasto doszczętnie spłonęło. W 1713 r. nastąpił ponowny najazd Szwedów. Podczas trwania konfederacji barskiej doszło w czerwcu 1771 r. do bitwy pod Widawą pomiędzy wojskami królewskimi a konfederatami, zakończonej rozbiciem wojsk królewskich. Miasto zostało zrujnowane w wyniku licznych pożarów, wojen i epidemii; szczególnie ucierpiało po groźnym pożarze w 1802 r.
Ostatecznie w 1870 r. Widawa utraciła prawa miejskie i została zdegradowana do rangi osady na mocy carskiej reformy miejskiej z lat 1869–1870 i postanowień Komitetu Urządzającego w Królestwie Polskim ((...) Na zasadzie Najwyższego Ukazu z dnia 1 czerwca 1869 r. o przemianowaniu na osady, niemających charakteru miejskiego osiadłości w Gubernjach Królestwa Polskiego, Komitet Urządzający, na przedstawienie Członka Zawiadującego czynnościami komitetu, w uzupełnieniu postanowienia swego z dnia 23 stycznia (4 lutego) 1870 r. o zamianie na osady, miast Gubernji Petrokowskiej, postanowił i stanowi: (...) 1. Istniejące w Gubernji Petrokowskiej miasta: (...) Widawa (...) w Powiecie Łaskim (...) zamienić na osady z zastosowaniem następujących środków co do urządzenia w nich zarządu gminnego na zasadzie Najwyższego Ukazu z dnia 19 lutego (2 marca) 1864 r. (...) 5) w powiecie Łaskim: osady: Widawę przyłączyć do składu gminy Dombrowo-Widawska (...), nie odzyskując do dziś odebranych jej praw.
Liczba mieszkańców Widawy w poszczególnych latach przedstawiała się następująco:
- 1869 r. – 2442 mieszkańców[14],
- 1897 r. – 1632 mieszkańców[15],
- 1911 r. – 4480 mieszkańców[16].

Do roku 1939 Widawę zamieszkiwał duży odsetek ludności pochodzenia żydowskiego. Jej napływ nastąpił najprawdopodobniej w XIII-XIV wieku, kiedy to w wyniku prześladowań musieli oni opuszczać miasta Europy Zachodniej. Posiadali w Widawie własny cmentarz grzebalny, bożnicę, korzystali z przywilejów nadawanych im przez kolejnych królów polskich. Tylko nieliczna grupa zajmowała się rolnictwem. Górował przede wszystkim handel i rzemiosło. Na przełomie XIX i XX wieku uczestniczyli wraz z Polakami w uroczystościach państwowych, życiu kulturalnym m.in. majówkach organizowanych przez OSP. W 1939 roku stanowili oni ponad 50% ogólnej liczby mieszkańców. Widawa została poważnie zniszczona przez Niemców w 1939 roku i odbudowana po 1945 roku.

Herb Widawy

### Historia społeczności żydowskiej w Widawie[17]
Pierwsi Żydzi zaczęli osiedlać się w Widawie w XVIII wieku. W 1764 r. w mieście mieszkało 166 Żydów. Zajmowali się handlem, byli uczestnikami znanych targów końmi. Wśród przedstawicieli społeczności żydowskiej był także jeden dzierżawca karczmy, dwóch muzyków oraz 15 rzemieślników: 7 krawców, 2 kuśnierzy, złotnik, fryzjer i 4 rzeźników.
W 1827 r. Widawę zamieszkiwało 632 Żydów, stanowiąc 48% ogółu mieszkańców. Tutejsza społeczność podlegała najpierw kahałowi w Łasku. W 1838 r. powstała samodzielna gmina żydowska. Powodem odłączenia się był niesprawiedliwy, zdaniem widawskich Żydów, podział obciążeń podatkowych. Gmina dysponowała już wówczas cmentarzem oraz synagogą. Niedługo potem powstał także dom dla biednych i bezdomnych wyznawców judaizmu.
W 1857 r. społeczność żydowska w mieście liczyła 968 osób, stanowiąc 54% ogółu mieszkańców. Upadek miasta pod koniec XIX w. spowodował odpływ ludności żydowskiej. W 1897 r. pozostało w Widawie już tylko 530 Żydów (38% ogółu mieszkańców).
Rabinami w Widawie byli m.in.: Synaj Safir (pełnił funkcję w latach 1829–1834, później rabin w Brzezinach); Menachem Mendel Chaim Landau (1886–1890, wnuk rabina Abrahama z Ciechanowa, później przeniósł się do Piątku); wreszcie Abraham Benjamin Koltonowski pełniący najdłużej swoją funkcję – od 1897 r. do lat 30. XX wieku. Ostatnim rabinem miasta przed Zagładą był Mordechaj Maroko. Utarła się opinia, że rabini w Widawie pobierali bardzo małe pensje, stąd też urząd ten był niechętnie przyjmowany.
W okresie międzywojennym, w 1921 r., w Widawie mieszkało 773 Żydów, co stanowiło 35% ogółu mieszkańców. Działała tu żydowska biblioteka. O wpływy polityczne zabiegali syjoniści, ale ugrupowaniem o największej liczbie zwolenników była Aguda.
W okresie polskiej wojny obronnej we wrześniu 1939 r. większość Żydów uciekła z Widawy do Bełchatowa, Zelowa i Zduńskiej Woli. Jednak na ich miejsce przybyli uchodźcy wyznania mojżeszowego z mniejszych miejscowości i osad w regionie. We wrześniu 1939 r. Widawę zajęły wojska niemieckie. Niemieccy żołnierze kazali rabinowi Mordechajowi Maroko spalić zwoje Tory. Gdy duchowny odmówił, Niemcy spalili klęczącego rabina trzymającego w objęciach Torę.
Wiosną 1940 r. Niemcy utworzyli w Widawie getto. Nie miało ono charakteru zamkniętego. Znajdowało się w nim ok. 100 rodzin żydowskich. W grudniu 1941 r. wywieziono 728 osób do Bełchatowa. Latem 1942 r. wszystkich pozostałych Żydów wywieziono do obozu zagłady w Chełmnie nad Nerem.

## Zabytki
Cennym zabytkiem jest kościół Podwyższenia Krzyża Świętego parafii Podwyższenia Krzyża Świętego w Widawie fundacji Wojciecha Wężyka Widawskiego i jego żony Anny. Obecne budynki kościoła i klasztoru wzniesiono w latach 1678–1709. Kościół jest jednonawowy, z dachem dwuspadowym i wieżyczką na sygnaturkę. W szczycie fasady ogromnych rozmiarów herb fundatorów – Wężyków Widawskich. Ołtarze pochodzą z XVIII w. Nad barokowymi organami rzadki przykład kunsztu staropolskiego rzemiosła – ręcznie wykuwany mechanizm zegarowy. Chrzcielnica miedziana, późnorenesansowa z 1600 r., fundacji Walentego Widawczyka. Cenne naczynia liturgiczne i krucyfiksy z XVII i XVIII w. W zakrystii zachował się komplet mebli intarsjowanych w stylu rokoko, z 1700 r. W podziemiach kościoła mieszczą się dwie duże krypty sklepione kolebkowo, w których spoczywają zwłoki fundatorów i zakonników. Na ścianach są widoczne ślady zamurowanych wejść do podziemnych tuneli.
Do kościoła przylega klasztor bernardynów z XVII wieku. Pierwszy drewniany klasztor powstał z fundacji Anny i Wojciecha Wężyków w 1638 r., lecz uległ spaleniu w 1657 r. podczas stoczonej pod Widawą bitwy ze Szwedami. Odbudowany ponownie z drewna, przetrwał do 1678 r., tj. do powstania obecnego klasztoru. Jest to budynek piętrowy, na planie czworoboku, z wirydarzem pośrodku. W większości pomieszczeń sklepienia kolebkowe z lunetami. W dniu 5 II 1863 r. przybył tu i przebywał ze swoim oddziałem Józef Oxiński zajmując klasztor, „w którego korytarzach pomieściła się wiara piesza, a na dziedzińcach kawaleria i zatrzymane podwody”. Po kasacie klasztoru w 1864 r. bernardyni na prawach dożywocia użytkowali go jeszcze do 1900 r. Obecnie służy jako plebania. W części klasztoru mieści się założone przez ks. Jerzego Spychałę muzeum parafialne, w którym można podziwiać wyroby miejscowego rzemiosła, przykłady sztuki sakralnej i zapoznać się z historią Widawy. Warto zaznaczyć, że bernardyn z Widawy o. Serafin Szulc był kapelanem w 1863 r. w oddziałach: Kurowskiego, a następnie Teodora Cieszkowskiego. W zewnętrzną ścianę klasztoru wmurowano płytę nagrobną z XVI w. z postacią nieznanego rycerza.
Za pn.-wsch. narożnikiem rynku stoi kościół św. Marcina, wybudowany z funduszów Wężyków w 1446 r., rozbudowany w XV-XVII w., spalony w 1802 r. Po odbudowaniu w 1846 r. służy jako kościół filialny.
Na cmentarzu neogotycka kaplica św. Rocha, zbudowana z cegły staraniem ks. Stanisława Maniewskiego w 1893 r. na miejscu poprzedniej kaplicy modrzewiowej.

Pod Widawą toczono bitwy powstańcze 17 lutego, 15 kwietnia i w lipcu 1863 r. Na cmentarzu jest mogiła powstańcza, 5 mogił żołnierzy 72 pp. im. Dionizego Czachowskiego z Radomia, którzy polegli w walce z Niemcami 5–6 września 1939 r., 5 mogił poległych w 1945 r. oraz grób Michała Płaczkowskiego – rektora Akademii Widawskiej zm. 17 IX 1769 r., grób Józefa Zaręby (1776–1820) – starosty powiatu sieradzkiego i grób o. Tadeusza Błeszczyńskiego (zm. 22 VII 1892 r.) – ostatniego gwardiana oo. bernardynów. W mogile Powstańców 1863 r. jest pochowany Jan Grabowski – felczer z oddziału Makarego Drohmireckiego, który zesłany na Sybir, potem osiedlenie w Tambowie, wrócił i zmarł w Widawie. W okolicy jest 6 polskich schronów bojowych z 1939 r. Na skraju terasy zalewowej Niecieczy, ok. 400 m na pd. od rynku jest częściowo zniwelowane wzniesienie, a w odl. 350 m od niego pagórek o wysokości 5–6 m. Badań archeologicznych tu nie prowadzono. Prawdopodobnie na tych kopcach były średniowieczne budowle właścicieli Widawy.

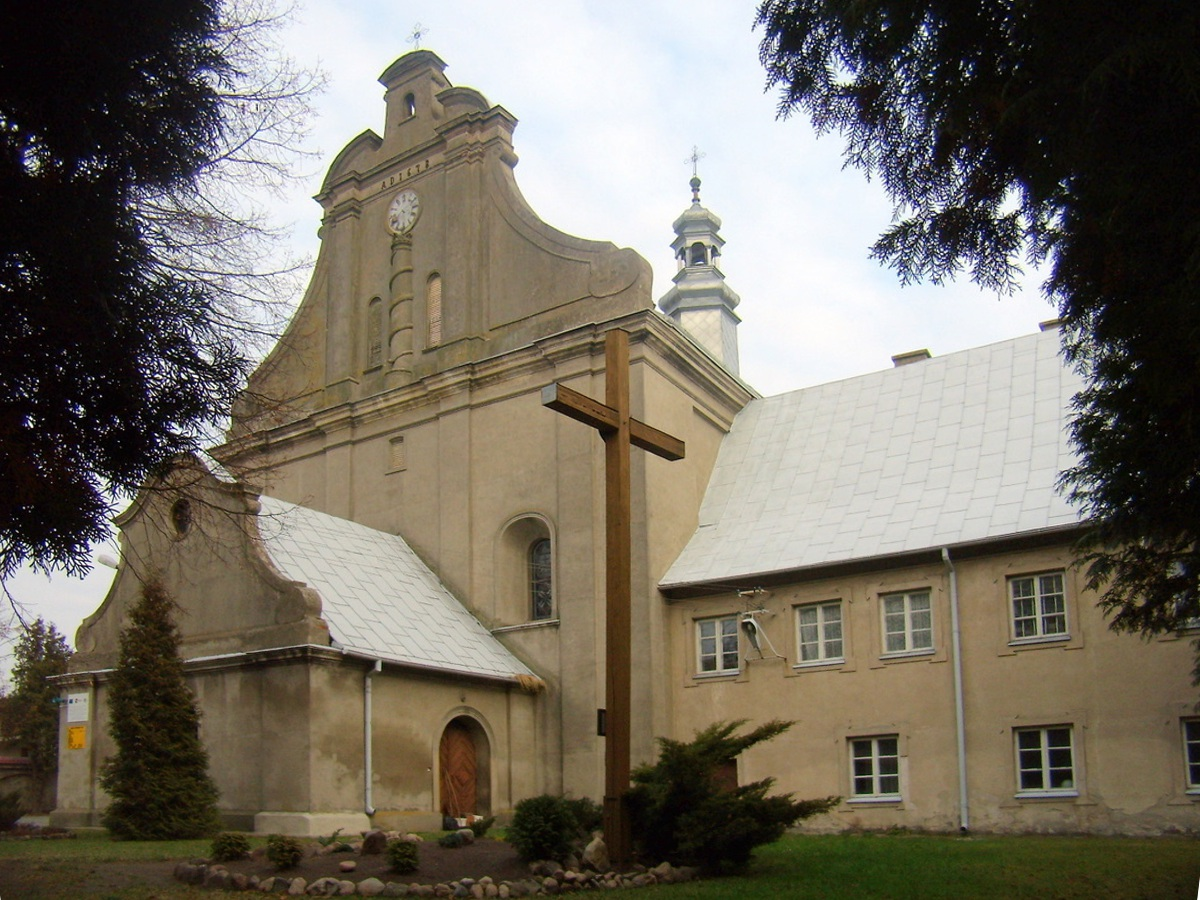
Kościół Podwyższenia Krzyża Świętego w Widawie
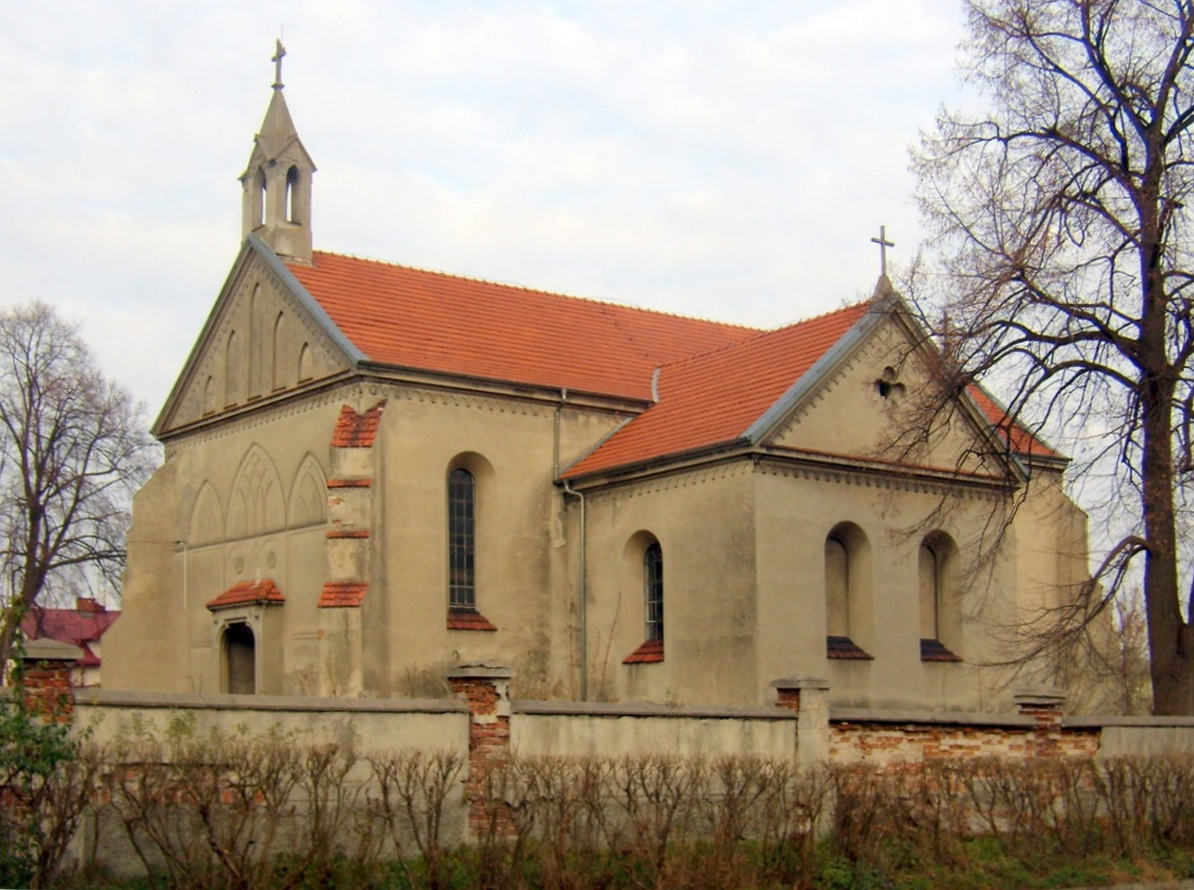
Kościół św. Marcina w Widawie

## Szlaki turystyczne
W Widawie rozpoczyna się  niebieski turystyczny Szlak „Osady Braci Czeskich” (65 km): Widawa (PKS) – Ruda – Chrząstawa – Faustynów – Walewice – Pożdżenice – Zelów – Zelówek – Bocianicha – Grzeszyn – Gucin – Rokitnica – Talar – Barycz – Ostrów – Łask Kolumna (PKP, PKS).

## Oświata
W Widawie funkcjonuje Zespół Szkół im. Walentego Widawczyka, skupiający:
- Szkołę Podstawową,
- Branżową Szkołę I stopnia.

## Sport
W Widawie działa piłkarski Gminny Klub Sportowy „Widavia” Widawa, grający w Sieradzkiej Klasie „A”.

## Widawa w filmie
W 1994 r. w Widawie nagrywane były sceny do filmu „Psy 2. Ostatnia krew” w reżyserii Władysława Pasikowskiego (rynek w przygranicznym miasteczku – Terespolu, gdzie główni bohaterowie przyjeżdżają do rosyjskiej mafii po pieniądze, to w rzeczywistości widawski Stary Rynek).

## Osoby związane z Widawą
- Piotr Wężyk Widawski (ur. przed 1550 r., zmarł po 1600 r.) – poeta, satyryk, tłumacz, poseł na sejm unijny w Lublinie w 1569 r.
- Walenty Widawski (1537–1601) – profesor i rektor Uniwersytetu Jagiellońskiego, doktor filozofii i teologii, zajmujący się również działalnością literacką, pochodzący z Widawy.
- Jan Teofil Siciński (1938-2023) – biolog, botanik, wykładowca Uniwersytetu Łódzkiego, działacz krajoznawczy, pochodzący z Widawy.
- Piotr Młodszy Wężyk Widawski – poeta.
- Piotr z Widawy herbu Awdaniec – szlachcic.
- Michał z Widawy herbu Awdaniec – szlachcic.
- Jakub z Rogoźna herbu Awdaniec – szlachcic, podkoni sieradzki.
- Mikołaj z Puczniewa herbu Awdaniec – szlachcic.
- Janusz Lewandowicz (ur. 1963) – duchowny archidiecezji łódzkiej, rektor Wyższego Seminarium Duchownego w Łodzi w latach 2000–2013, pochodzący z Widawy[24].
- Zygmunt Bielski-Sariusz (1869–1944) – profesor mechaniki, rektor Akademii Górniczo-Hutniczej w Krakowie, urodzony w Widawie.
- br. Jan Luter (1948–2022) – zakonnik, w latach 1969–2022 w Opactwie Benedyktynów w Tyńcu. Pochodzący i związany z widawską parafią[25].